# Rio Hondo (Texas)
Rio Hondo è un comune (city) degli Stati Uniti d'America della contea di Cameron nello Stato del Texas. La popolazione era di 2.356 abitanti al censimento del 2010. Fa parte delle aree metropolitane di Brownsville-Harlingen-Raymondville e Matamoros-Brownsville.

## Geografia fisica
Rio Hondo è situata a 26°14′04″N 97°34′53″W (26.234451, -97.581364).
Secondo lo United States Census Bureau, la città ha una superficie totale di 4,71 km², dei quali 4,37 km² di territorio e 0,33 km² di acque interne (7,1% del totale).

## Società

### Evoluzione demografica
Secondo il censimento del 2010, la popolazione era di 2.356 abitanti.

### Etnie e minoranze straniere
Secondo il censimento del 2010, la composizione etnica della città era formata dal 90,2% di bianchi, lo 0,51% di afroamericani, lo 0,3% di nativi americani, lo 0,08% di asiatici, lo 0,04% di oceanici, l'8,06% di altre razze, e lo 0,81% di due o più etnie. Ispanici o latinos di qualunque razza erano l'84,47% della popolazione.